# 佳榮高原鰍
佳榮高原鰍（學名：Triplophysa jiarongensis）為輻鰭魚綱鯉形目條鰍科高原鰍屬的其中一種。分布於亞洲中國貴州省荔波縣佳榮鎮溶洞中，本魚體延長，前半部略圓鈍，後半部側扁，口下位，上下唇具乳突，下唇中央具1缺刻，具觸鬚3對，無被鱗片，體色為淡粉紅色，魚鰭透明，尾鰭略凹，胸鰭長延伸至腹鰭起點，背鰭軟條10枚;臀鰭軟條8枚;脊椎骨38個，體長可達6.4公分，棲息在洞穴底層水域，生活習性不明。

## 扩展阅读
維基物種上的相關：佳榮高原鰍